# Melaleucia incerta
Melaleucia incerta is een vlinder uit de familie van de visstaartjes (Nolidae). De wetenschappelijke naam van de soort is voor het eerst geldig gepubliceerd door van Eecke.